# Kamar de los Reyes
Kamar de los Reyes (ur. 8 listopada 1967 w San Juan, zm. 24 grudnia 2023 w Los Angeles) – kubańsko-portorykański aktor i tancerz.
Odtwórca roli detektywa Antonia Vegi w operze mydlanej ABC Tylko jedno życie (One Life to Live, 1995–1998, 2000–2009), za którą w 2008 zdobył ALMA Award.

## Życiorys

### Wczesne lata
Urodził się w San Juan, stolicy Portoryko jako syn Puertorykanki Rican i kubańskiego bębniarza i perkusisty Walfredo de los Reyesa. Od drugiego roku życia dorastał z dwoma braćmi – Danielem i Walfredo Jr. w Las Vegas, w stanie Nevada. W wieku czterech lat grał na trąbce u boku Dizzy Gillespie. W szkole średniej dołączył do zespołu pop–jazzowego Harmony Express. Studiował taniec w Backstage Dance Studio.

### Kariera
Po raz pierwszy trafił na scenę w spektaklu Fantastyki (The Fantastiks) jako El Gallo. Przeniósł się potem do Los Angeles, gdzie jego brat Daniel grał na perkusji podczas realizacji teledysku Cher do piosenki „We All Sleep Alone” (1988) i sam grał na perkusji na albumie swojego brata Daniela San Rafael 500 (1999).
Po debiutanckim występie jako tancerz w filmie muzycznym Salsa (1988), występował na scenie w przedstawieniach: Liść do upału (Blade to the Heat, 1994) jako irlandzko-meksykański bokser-gej Pedro Quinn w The Public Theater, szekspirowskiej sztuce Burza na Public Theatre’s Shakespeare in Park u boku Patricka Stewarta i Złoty chłopiec (Golden Boy, 2002).
W 1997 znalazł się na liście 50. najpiękniejszych ludzi świata magazynu „People”.
Pojawił się w teledysku Toni Braxton do piosenki „Spanish Guitar” (2000). W melodramacie muzycznym Bo do salsy trzeba dwojga (The Way She Moves, 2001) z Annabeth Gish i Danielem Cosgrove zagrał tancerza. W serialu NBC Prawo i porządek (Law & Order, 2005) wystąpił jako podejrzany w sprawie zabójstwa. W melodramacie Kubańska miłość i samobójstwo (Love & Suicide, 2005) wcielił się w postać Thomasa, zastrzelonego na miejscu w Hawanie. W 2012 brał udział w produkcji gry Call of Duty: Black Ops II, gdzie użyczył głosu głównemu antagoniście- Raulowi Menendezowi i wraz z Jackiem Wallem nagrał piosenkę zatytułowaną „Niño Precioso”.

## Życie prywatne
Był żonaty z Elane, z którą ma syna. 19 maja 2007 w Nowym Jorku ożenił się z Sherri Saum.

## Filmografia

### Filmy
- 1988: Salsa jako tancerz
- 1989: Wojownicy z Los Angeles (Guerrero del Este de Los Angeles) jako Paulo
- 1989: Ghetto Blaster jako Chato
- 1990: Chłodny pożar (Coldfire) jako Nick
- 1992: Amortyzator (The Silencer) jako Kickboxer
- 1993: Pogromca zła (Da Vinci’s War) jako latynoski tancerz
- 1993: Rycerz uliczny (Street Knight) jako Smokey
- 1993: Tata na wagarach (Father Hood) jako diler narkotykowy #2
- 1995: Nixon jako Eugenio Martinez, włamywacz w hotelu Watergate
- 1996: Daedalus to śmierć (Daedalus Is Dead) jako Wilson Ortiz
- 1997: W Poszukiwaniu marzenia (Buscando un sueño) jako Marcos
- 2000: Cela (The Cell) jako Oficer Alexander
- 2000: Mambo Café jako Manny
- 2005: Cayo jako młody Ivan
- 2005: Kubańska miłość i samobójstwo (Love & Suicide) jako Tomas
- 2010: Salt jako agent Secret Service
- 2013: Hot Guys with Guns jako producent

### Filmy TV
- 1994: Trup miał znajomą twarz (The Corpse Had a Familiar Face) jako Portorykańczyk
- 1998: Krew na jego rękach (Blood on Her Hands) jako Gavin Kendrick
- 2001: Bo do salsy trzeba dwojga (The Way She Moves) jako Nicholas
- 2003: Niezwyciężony (Undefeated) jako Jose Beveagua

### Seriale TV
- 1994: Dolina lalek (Valley of the Dolls) jako Ray Ariaz
- 1995: Ostry dyżur (ER) jako Hernandez
- 1995: Ostry dyżur (ER) jako sanitariusz
- 1995-2008: Tylko jedno życie (One Life to Live) jako Antonio Vega
- 1996: Oblicza Nowego Jorku (New York Undercover) jako Luis
- 1996: Meandry sprawiedliwości (Swift Justice) jako Palo Montega
- 1998: Cztery rogi (Four Corners) jako Tomas Alvarez
- 1998-99: Podróż do Ziemi Obiecanej (Promised Land) jako Leon Flores
- 1999: Pamięć absolutna 2070 (Total Recall 2070) jako Jack Brant
- 1999: Dotyk anioła (Touched by an Angel) jako Eddie Testaverde
- 1999: Zdarzyło się jutro (Early Edition) jako Ramon Archiletta
- 2005: Prawo i porządek (Law & Order) jako Aberto Moretti
- 2006: Wheel of Fortune (amerykański teleturniej) – gość
- 2008: Prawo i porządek: Zbrodniczy zamiar (Law & Order: Criminal Intent) jako Teru
- 2009: CSI: Kryminalne zagadki Miami jako Jason Molina
- 2010: Mentalista jako Omar Vega
- 2013: Zaprzysiężeni jako Santana
- 2013: Słodkie kłamstewka jako Dominic Russo
- 2014: Mroczne zagadki Los Angeles jako dr Enrique Cabrera
- 2015: Castle jako Manuel Villalobos
- 2016: Kingdom jako detektyw Poole
- 2016: Shooter
- 2017: Jeździec bez głowy jako Hiob
- 2018: MacGyver jako kapitan Delarosa
- 2018: The Gifted: Naznaczeni jako Sebastian Diaz
- 2018: Seal Team jako komendant Salas
- 2019: Przejście jako Julio Martinez